# Bonfinópolis de Minas
Bonfinópolis de Minas est une municipalité brésilienne de l'État du Minas Gerais et la microrégion d'Unaí.